# Kudreașivka, Kreminna
Kudreașivka (în ucraineană Кудряшівка) este localitatea de reședință a comunei Kudreașivka din raionul Kreminna, regiunea Luhansk, Ucraina.

## Demografie
Componența lingvistică a localității Kudreașivka
     Ucraineană (74,32%)
     Rusă (24,6%)
     Alte limbi (0,07%)
Conform recensământului din 2001, majoritatea populației localității Kudreașivka era vorbitoare de ucraineană (74,32%), existând în minoritate și vorbitori de rusă (24,6%).